# 国道264号
国道264号（こくどう264ごう）は、佐賀県佐賀市から福岡県久留米市に至る一般国道である。

## 概要
豆津橋から、縄手町交差点（久留米市）までは交通量が多いにもかかわらず2車線の道路で線形も悪く、朝夕を中心に混雑が激しい。そのため、豆津橋東詰交差点から本町交差点までの区間にバイパス道路を設置されている。

### 路線データ
一般国道の路線を指定する政令に基づく起終点および重要な経過地は次のとおり。
- 起点：佐賀市（SAGAアリーナ前交差点 = 国道34号交点、国道203号・国道263号終点、国道323号起点）
- 終点：久留米市（六ツ門交差点 = 国道209号交点）
- 重要な経過地：佐賀県神埼郡千代田町[注釈 2]
- 総延長 : 26.5 km（福岡県 2.7 km、佐賀県 23.9 km）[2][注釈 3]
- 重用延長 : なし[2][注釈 3]
- 未供用延長 : なし[2][注釈 3]
- 実延長 : 26.5 km（福岡県 2.7 km、佐賀県 23.9 km）[2][注釈 3]
  - 現道 : 26.5 km（福岡県 2.7 km、佐賀県 23.9 km）[2][注釈 3]
  - 旧道 : なし[2][注釈 3]
  - 新道 : なし[2][注釈 3]
- 指定区間：なし[3]

## 歴史
- 1963年（昭和38年）4月1日 - 二級国道264号佐賀久留米線（佐賀県佐賀市 - 福岡県久留米市）として指定
- 1965年（昭和40年）4月1日 - 一般国道264号となる
- 2012年（平成24年）3月24日 - 豆津バイパス開通[4]。

## 路線状況

### バイパス
- 福岡県
  - 豆津バイパス：筑後川に架かる豆津橋の久留米側を直線的に福岡県道23号久留米柳川線に接続するバイパス。2012年（平成24年）3月24日に全線開通し、同時に福岡県道23号久留米柳川線の本町四丁目交差点から明治通り本町交差点までの区間も国道264号バイパスとして指定された[4]。

### 別名
- 佐賀県
  - 堀江通り（佐賀市）
  - 紡績通り（佐賀市）
  - 貫通道路※通称、東いちょう通り※公募愛称・標識（佐賀市・辻の堂交差点 - 構口交差点）[5]
- 福岡県
  - 水天宮通り（久留米市）
  - 明治通り（久留米市）
  - 豆津バイパス（久留米市）

このほか、正式な別名ではないが地元住民の通称として「江見線」とよばれることもある。

### バス路線
佐賀市と久留米市を乗り換えなしで結ぶ路線バス2路線のうち、西鉄バスの江見線が大部分で当路線を通る。

### 道路施設

#### 橋梁
- 佐賀県
  - 伊勢多布施橋（多布施川、佐賀市）
  - 新村橋（三間川、佐賀市巨勢町大字牛島）
  - 巨勢橋（巨勢川、佐賀市）
  - 一里塚橋（焼原川、佐賀市）
  - 直鳥橋（城原川、神埼市）
  - 城東橋（田手川、神埼市）
  - 新直代橋（井柳川、三養基郡みやき町）
  - 西六田橋（勘太郎川、三養基郡みやき町）
  - 本分橋（切通川、三養基郡みやき町）
  - 寒水川橋（寒水川、三養基郡みやき町）
  - 豆津橋（筑後川、三養基郡みやき町 - 福岡県久留米市）

## 地理

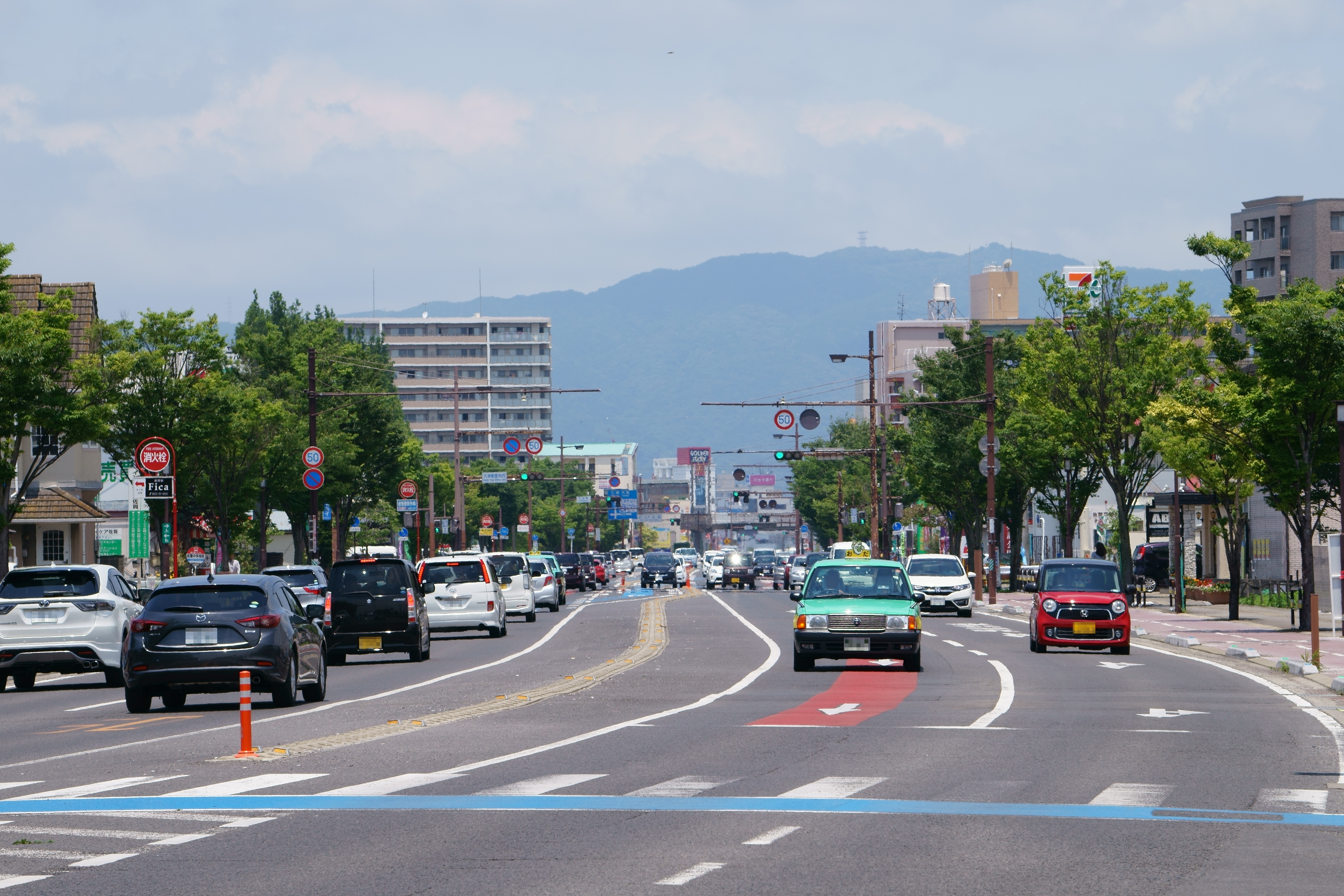
佐賀市多布施（紡績通り）

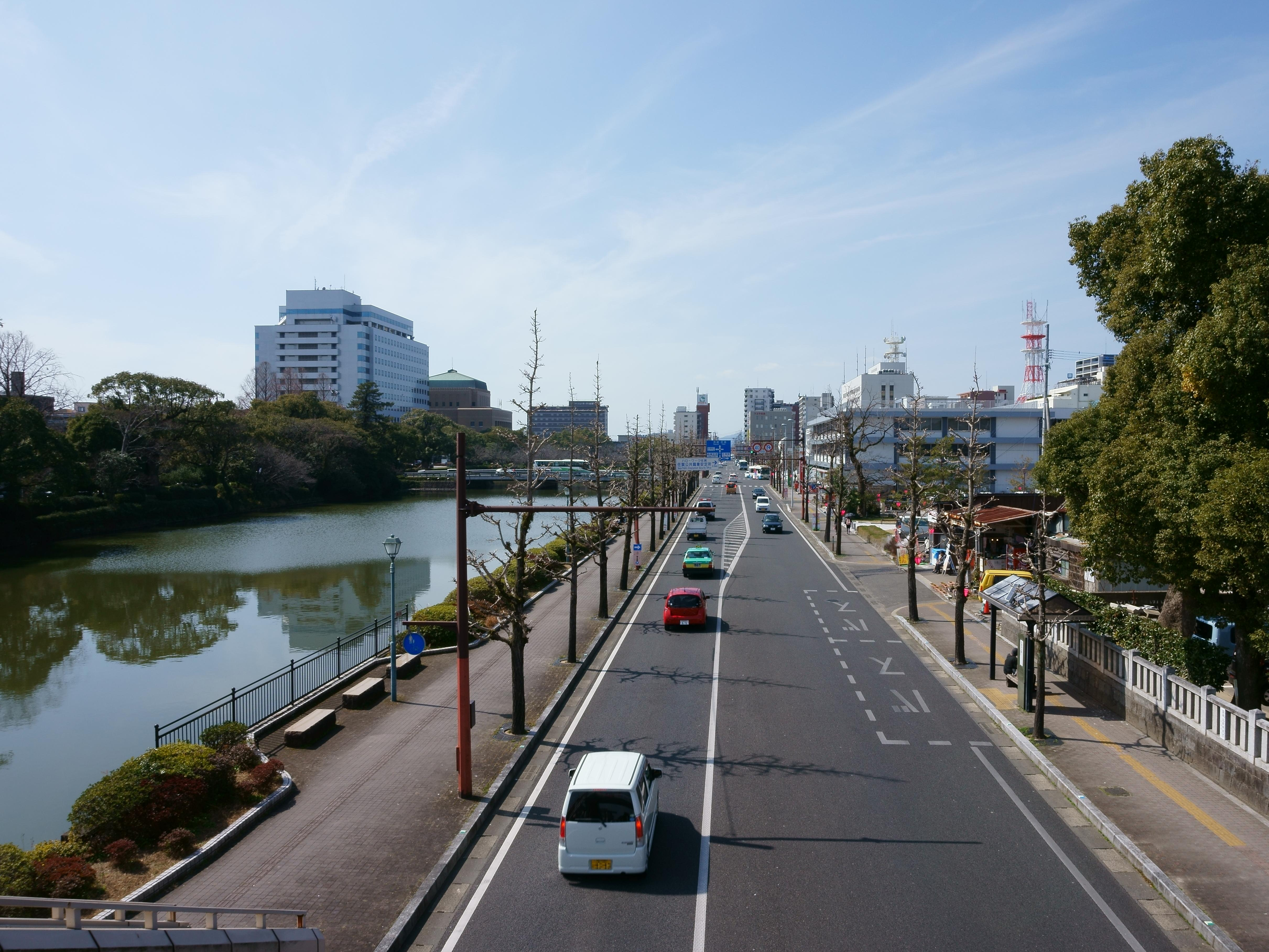
佐賀市松原（東いちょう道路・貫通道路）。左は佐賀城の堀と佐賀県庁舎。

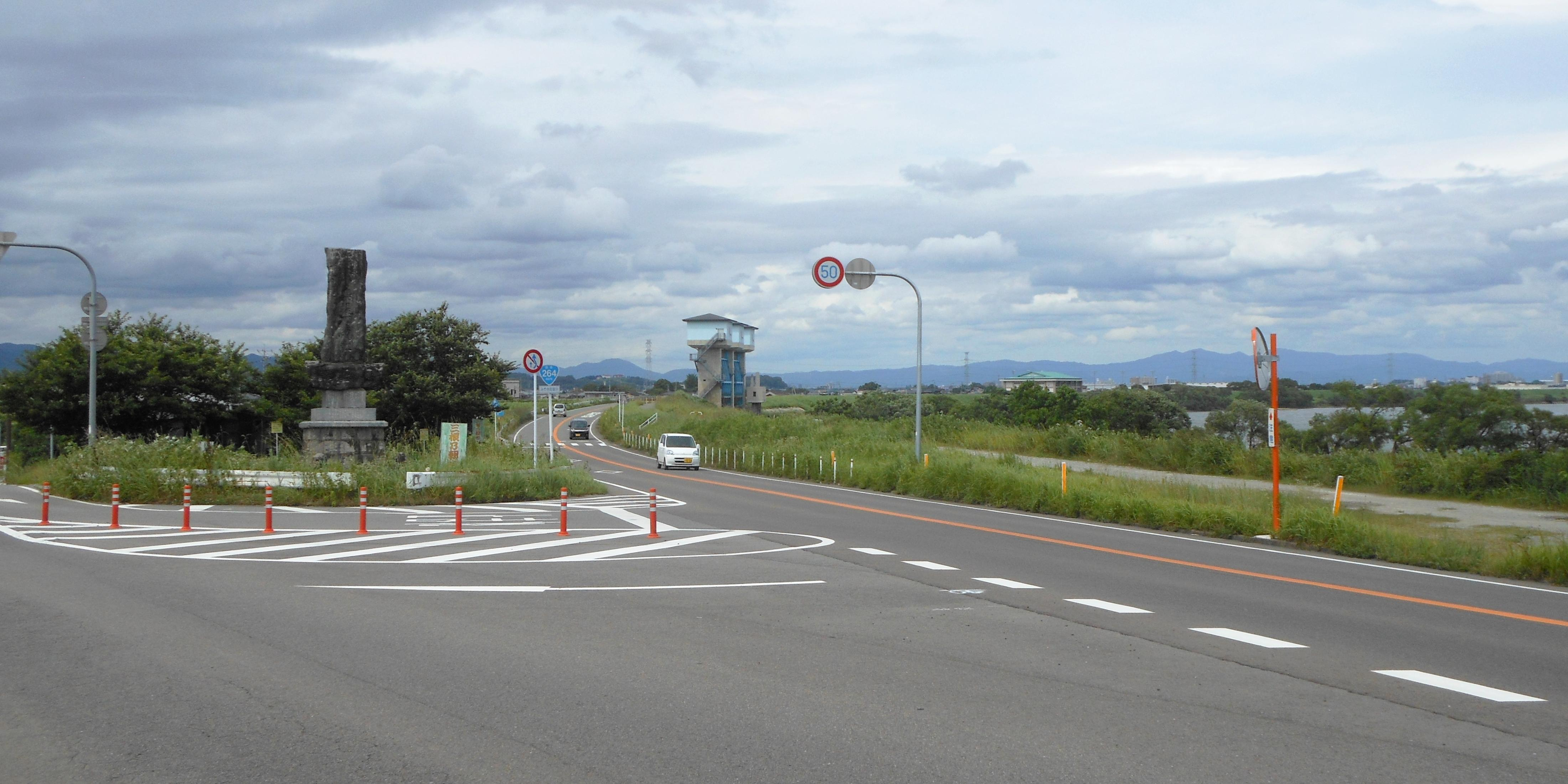
三養基郡みやき町東分。筑後川の右岸堤防を通る

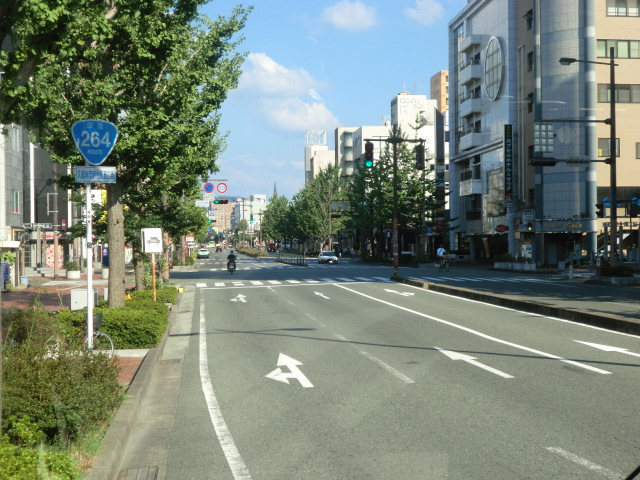
久留米市日吉町

### 通過する自治体
- 佐賀県
  - 佐賀市 - 神埼市 - 三養基郡みやき町
- 福岡県
  - 久留米市

### 交差する道路
| 交差する道路                                                            | 都道府県名 | 市町村名 | 市町村名 | 交差する場所   | 交差する場所                |
| ----------------------------------------------------------------------- | ---------- | -------- | -------- | -------------- | --------------------------- |
| 国道34号 国道203号 国道263号 国道323号                                  | 佐賀県     | 佐賀市   | 佐賀市   | 日の出1丁目    | SAGAアリーナ前交差点 / 起点 |
| 佐賀県道267号松尾佐賀停車場線 重複区間起点                              | 佐賀県     | 佐賀市   | 佐賀市   | 神野東2丁目    | 堀江通り交差点              |
| 佐賀県道267号松尾佐賀停車場線 重複区間終点                              | 佐賀県     | 佐賀市   | 佐賀市   | 神野東1丁目    | 神野東1丁目交差点           |
| 国道207号 佐賀県道54号西与賀佐賀線                                      | 佐賀県     | 佐賀市   | 佐賀市   | 与賀町         | 与賀町交差点                |
| 佐賀県道29号佐賀停車場線 佐賀県道49号佐賀空港線                         | 佐賀県     | 佐賀市   | 佐賀市   | 松原2丁目      | 佐賀城北御堀端交差点        |
| 佐賀県道30号佐賀川副線                                                  | 佐賀県     | 佐賀市   | 佐賀市   | 松原3丁目      | 片田江交差点                |
| 佐賀県道・福岡県道15号佐賀八女線 重複区間起点 佐賀県道51号佐賀脊振線    | 佐賀県     | 佐賀市   | 佐賀市   | 巨勢町大字牛島 | 構口交差点                  |
| 佐賀県道333号佐賀環状東線                                               | 佐賀県     | 佐賀市   | 佐賀市   | 巨勢町大字牛島 | 牛島宿交差点                |
| 佐賀県道48号佐賀外環状線 重複区間起点                                   | 佐賀県     | 神埼市   | 神埼市   | 千代田町境原   | 西原の町交差点              |
| 佐賀県道・福岡県道15号佐賀八女線 重複区間終点                           | 佐賀県     | 神埼市   | 神埼市   | 千代田町境原   | 東原の町交差点              |
| 佐賀県道48号佐賀外環状線 重複区間終点                                   | 佐賀県     | 神埼市   | 神埼市   | 千代田町直鳥   | 千代田町姉交差点            |
| 佐賀県道401号佐賀環状自転車道線                                         | 佐賀県     | 神埼市   | 神埼市   | 千代田町直鳥   |                             |
| 国道385号 / 旧道 重複区間                                               | 佐賀県     | 神埼市   | 神埼市   | 千代田町詫田   | 城東橋交差点                |
| 国道385号 / 旧道 重複区間                                               | 佐賀県     | 神埼市   | 神埼市   | 千代田町下板   | 城東橋交差点                |
| 国道385号 / 三田川バイパス                                              | 佐賀県     | 神埼市   | 神埼市   | 千代田町下板   | 藤ノ木交差点                |
| 佐賀県道211号市武諸富線                                                 | 佐賀県     | 三養基郡 | みやき町 | 大字寄人       | 和泉交差点                  |
| 佐賀県道210号市武神埼線                                                 | 佐賀県     | 三養基郡 | みやき町 | 大字市武       | 六田交差点                  |
| 佐賀県道・福岡県道133号坊所城島線                                       | 佐賀県     | 三養基郡 | みやき町 | 大字市武       | 三根庁舎南交差点            |
| 佐賀県道・福岡県道138号西島筑邦線                                       | 佐賀県     | 三養基郡 | みやき町 | 大字西島       | 西島交差点                  |
| 佐賀県道・福岡県道19号諸富西島線                                        | 佐賀県     | 三養基郡 | みやき町 | 大字西島       |                             |
| 佐賀県道22号北茂安三田川線 佐賀県道・福岡県道145号江口長門石江島線      | 佐賀県     | 三養基郡 | みやき町 | 大字江口       | 豆津橋交差点                |
| 福岡県道47号久留米城島大川線                                            | 福岡県     | 久留米市 | 久留米市 | 大石町         | 豆津橋東詰交差点            |
| 福岡県道23号久留米柳川線 重複区間起点                                   | 福岡県     | 久留米市 | 久留米市 | 本町           | 本町4丁目交差点             |
| 福岡県道23号久留米柳川線 重複区間終点 福岡県道753号一丁田久留米停車場線 | 福岡県     | 久留米市 | 久留米市 | 本町           | 本町交差点                  |
| 国道209号                                                               | 福岡県     | 久留米市 | 久留米市 | 六ツ門町       | 六ツ門交差点 / 終点         |

### 交差する鉄道
- 長崎本線
- 鹿児島本線
- 九州新幹線